# MonoDevelop
MonoDevelop é um ambiente de desenvolvimento integrado (IDE) opensource desenvolvida em 2003 por membros do projeto Mono com o objetivo de portar SharpDevelop para Mono e GTK. É distribuído em licença GNU General Public License. No entretanto, MonoDevelop é um projeto independente de SharpDevelop sendo integrado no ambiente gráfico desktop GNOME da plataforma Unix.
Atualmente tem suporte as linguagem de programação C#, C/C++, JavaScript, Objective C, Visual Basic .NET e MSIL, entre outros.